# Longa Marcha 3C

Foguete Longa Marcha 3C

Longa Marcha 3C (Chang Zheng 3C em pinyin, abreviado para CZ-3C) é um modelo da família de foguetes Longa Marcha.

## Características
O Longa Marcha 3C é um lançador orbital chinês de três estágios e dois aceleradores projetado para colocar satélites de até 3800 kg em órbita de transferência geoestacionária. Foi baseado no Longa Marcha 3B, usado como corpo central do foguete, combinado com dois foguetes aceleradores como os usados no Longa Marcha 2E. A cofia mede 9,56 m de comprimento e 4 m de diâmetro.

## Histórico de lançamentos
| Voo | Data                    | Plataforma de lançamento                    | Carga        | Resultado | Notas         |
| --- | ----------------------- | ------------------------------------------- | ------------ | --------- | ------------- |
| 1   | 25 de abril de 2008     | Centro Espacial de Xichang, plataforma LC-2 | TL-1A        | Êxito     | Primeiro voo. |
| 2   | 14 de abril de 2009     | Centro Espacial de Xichang, plataforma LC-2 | BD-2 G2      | Êxito     |               |
| 3   | 16 de janeiro de 2010   | Centro Espacial de Xichang, plataforma LC-2 | BD-2 G1      | Êxito     |               |
| 4   | 2 de junho de 2010      | Centro Espacial de Xichang, plataforma LC-2 | BD-2 G3      | Êxito     |               |
| 5   | 1 de outubro de 2010    | Centro Espacial de Xichang, plataforma LC-2 | Chang'e 2    | Êxito     |               |
| 6   | 31 de outubro de 2010   | Centro Espacial de Xichang, plataforma LC-2 | BD-2 G4      | Êxito     |               |
| 7   | 11 de julho de 2011     | Centro Espacial de Xichang, plataforma LC-2 | TL-1B        | Êxito     |               |
| 8   | 24 de fevereiro de 2012 | Centro Espacial de Xichang, plataforma LC-2 | BD-2 G5      | Êxito     |               |
| 9   | 25 de julho de 2012     | Centro Espacial de Xichang, plataforma LC-2 | TL-1C        | Êxito     |               |
| 10  | 25 de outubro de 2012   | Centro Espacial de Xichang, plataforma LC-2 | BD-2 G6      | Êxito     |               |
| 11  | 23 de outubro de 2014   | Centro Espacial de Xichang, plataforma LC-2 | Chang'e 5-T1 | Êxito     | [ 3 ]         |